# リメンバー (キマグレンの曲)
「リメンバー」は、キマグレンの7枚目のシングル。2010年6月16日に、ユニバーサルシグマより発売。

## 解説
6thシングル「SMILE」から8ヶ月振りの発売。
収録曲の歌詞世界を映像化した映画『リメンバーホテル』が制作され、2010年7月に劇場公開となった。表題曲「リメンバー」のミュージックビデオは映画と連動したものになっている。

## 収録曲
1. リメンバー
  - 映画『リメンバーホテル』主題歌。
  - 作詞：KUREI 作曲：ISEKI
2. 星空モード
  - テレビ朝日系列「地球の目撃者」テーマソング。
  - 作詞：KUREI 作曲：ISEKI
3. 愛 NEED(Acoustic Live Ver.)
4. 約束の丘 (Acoustic Live Ver.)
5. リメンバー(Instrumental)

## 映画『リメンバーホテル』
2010年7月3日から劇場公開。同年9月9日にDVDが発売された。
「海辺のホテル『リメンバーホテル』を舞台にした物語」として徳澤直子・崎本大海・佐藤ありさのトリプル主演で映像化された作品。撮影は2010年3月、静岡県下田市で行われた。キマグレンの二人も劇中に出演している。

### キャスト
- 田中奈緒美 - 徳澤直子
- 田中浩二 - 崎本大海
- 山内絵梨 - 佐藤ありさ
- 川村寛 - 油井昌由樹
- 大友陸
- 伊藤寿賀子
- 森田翔子
- キマグレン (特別出演）

### スタッフ
- 監督 -園田俊郎
- 脚本 - 園田俊郎、佐東みどり
- 撮影 - 宝輪弘行
- 録音 - 平井秀和
- プロデューサー - 松本拓也、川端基夫
- 配給 - Thanks Lab.